# Centro Desportivo de Fátima
Il Centro Desportivo de Fátima, meglio noto come Fátima, è una società calcistica portoghese con sede nella città di Fátima e oggi milita nel Campeonato de Portugal quarta divisione del campionato portoghese.

## Storia

### Gli inizi
La società fu fondata il 24 settembre del 1966 da un imprenditore portoghese, quando il club militava ancora la Seconda Divisione nella Série C. La stagione successiva fu subito promossa in Segunda Liga, ma al termine del campionato la squadra finì solamente in quart'ultima posizione, e riuscì a salvarsi per un pelo dalla terz'ultima, quindi significa retrocessione in Série C. A fine stagione infatti riuscì a totalizzare solamente 16 gol in tutto il campionato, con allenatore Rui Vitória, che l'anno dopo fu sostituito.

### Dal 2007 ad oggi
Nella stagione 2007-2008 il club disputò per la prima volta nella storia la Taça da Liga ma viene eliminato all'ultimo, pareggiando solo 0-0 contro il Porto. Nelle successive stagioni la società non lascerà più segni importanti nella sua storia.

## Organico

### Rosa 2016-2017
Aggiornata al 6 aprile 2017.
| N. |                       | Ruolo | Calciatore      |
| -- | --------------------- | ----- | --------------- |
| 2  | Portogallo (bandiera) | D     | Pedro Henriques |
| 3  | Portogallo (bandiera) | D     | Mauro Pereira   |
| 4  | Portogallo (bandiera) | D     | André Sousa     |
| 5  | Brasile (bandiera)    | D     | Carlos André    |
| 6  | Portogallo (bandiera) | D     | Bruno Simão     |
| 7  | Portogallo (bandiera) | C     | Fábio Coça      |
| 8  | Portogallo (bandiera) | C     | João Martins    |
| 9  | Portogallo (bandiera) | A     | Pedro Emanuel   |
| 10 | Portogallo (bandiera) | C     | Miguel Neves    |
| 11 | Tunisia (bandiera)    | A     | Hamza Jouini    |
| 14 | Portogallo (bandiera) | C     | Jorge Neves     |
| 15 | Portogallo (bandiera) | D     | Nélson Sousa    |
| 16 | Portogallo (bandiera) | A     | Tiago Luzio     |

| N. |                           | Ruolo | Calciatore        |
| -- | ------------------------- | ----- | ----------------- |
| 17 | Portogallo (bandiera)     | A     | Zé Miguel         |
| 18 | Portogallo (bandiera)     | C     | Guilherme Graça   |
| 19 | Portogallo (bandiera)     | A     | Alex Dias         |
| 20 | Ucraina (bandiera)        | D     | Ivan Buha         |
| 21 | Portogallo (bandiera)     | D     | Tiago Rosa        |
| 24 | Portogallo (bandiera)     | P     | Nuno Ribeiro      |
| 25 | Portogallo (bandiera)     | D     | Nuno Laranjeiro   |
| 26 | Senegal (bandiera)        | A     | Mamadou Thiaw     |
| 27 | Guinea-Bissau (bandiera)  | C     | Ibrahima Baldé    |
| 28 | Costa d'Avorio (bandiera) | A     | Sèrge Brou        |
| 30 | Brasile (bandiera)        | A     | Caleb             |
| 77 | Italia (bandiera)         | P     | Valerio Vimercati |
| 88 | Brasile (bandiera)        | C     | Ulisses Oliveira  |

## Palmarès

### Competizioni nazionali
- Segunda Divisão: 1

2008-2009